# Music Monks
Musik Monks är ett album av dancehallbandet Seeed. Den släpptes 2004.

## Låtlista
1. Music Monks
2. What You Deserve Is What You Get
3. Waterpumpee feat. Anthony B
4. Release
5. Pressure
6. Double Soul feat. Tanya Stephens
7. Grosshirn
8. Goldmine
9. Fire In The Morning
10. Respectness
11. Papa Noah
12. Jackpot Girl
13. Love Is The Queen
14. Bonus Track: Shake Baby Shake